# Hôtel Subit-Gouyon
L'hôtel Subit-Gouyon est un hôtel particulier de Saint-Étienne dans le département de la Loire. Il est partiellement inscrit (pour ses façades, terrasses, clôtures, espace central avec hall, escaliers, verrière) au titre des monuments historiques par arrêté du 29 mars 1989.